# Sandro Brugnolini
Sandro Brugnolini, all'anagrafe Alessandro Brugnolini, noto anche con lo pseudonimo di Narassa e Jay Richford (Roma, 1º dicembre 1931 – Roma, 10 dicembre 2020), è stato un compositore, giornalista e critico musicale italiano.

## Colonne sonore
- 1953: Operazione pesce, cortometraggio, regia di Aldo Greci
- 1962: Una vita bollata, cortometraggio, regia di Pino Zac e Miro Grisanti
- 1963: Gli arcangeli, lungometraggio, regia di Enzo Battaglia
- 1964: Più, cortometraggio, regia di Claudio Cintoli
- 1965: Viale della canzone, lungometraggio, regia di Tullio Piacentini
- 1965: Da Istanbul ordine di uccidere, regia di Carlo Ferrero (come Alex Butler)
- 1968: Decima musa, cortometraggio, regia di Pino Zac
- 1968: Gungala, la pantera nuda, lungometraggio, regia di Ruggero Deodato
- 1968: La donna, il sesso e il superuomo, lungometraggio, regia di Sergio Spina
- 1968: Dov'è l'Australia (con Luigi Malatesta), documentario tv
- 1971: Utopia - telefilm omonimo (Sermifilm)
- 1971: Il barbaro, documentario, regia di Paolo Saglietto dedicato allo scrittore Beppe Fenoglio
- 1975: L'Uomo dagli occhiali a specchio, regia di Mario Foglietti

## Discografia parziale

### 45 giri
- 1968: Fantabulous / I've Glimpsed You (Four Flies Records, FLIES 45-01; con Giampiero Graziano e il suo complesso)

### 33 giri
- 1964 - Gli Arcangeli (Colonna sonora originale) (RCA Italiana, 33 SP 8003; con Modern Jazz Gang)
- 1968 - New Sound (Studio musicale romano, SMR FS 001-003)
- 1968 - La donna, il sesso e il superuomo (Fantabulous) (Colonna sonora originale), (Beat Entertainment, LP 002)
- 1968 - Dov'è l'Australia (Musiche della trasmissione Rai di Alberto Luna e Paolo Cavallina)- Cinevox MDF33/8; con Luigi Malatesta
- 1969 - Gungala la pantera nuda (Colonna sonora originale) (Cinevox, MDF 33/20; con Luigi Malatesta e Franco Bixio)
- 1969 - Musica per Commenti Sonori (Costanza Records, CO 10005)
- 1970 - Underground (Record TV Discografica, RT-104)
- 1970 - Overground (Sincro Edizioni Musicali, SEM 1001)
- 1970 - Musiche per Commento (Record TV Discografica, RT 16; con Franco Goldani)
- 1970 - Reportages Musicali N° 2 (Grand Prix, GP 302; con Enrico Cortese, Giuseppe De Luca)
- 1970 - Folk and Underground con Giorgio Carnini e Fabio Borgazzi - ristampa 2017
- 1972 - Utopia (Sermifilm) - Colonna sonora del telefilm omonimo - ristampa 2021 (Sonor Editions)
- 1973 - Viaggio Pop n.1 (Ayna, AB13; con lo pseudonimo Narassa e con Giuliano Giunti) - ristampa 2015 (Cinedelic)
- 1973 - Viaggio Pop n.2 (Ayna, AB13; con lo pseudonimo Narassa e con Giuliano Giunti) - ristampa 2015 (Cinedelic)
- 1974 - Tensione dinamica (Rotary, R 1001; con lo pseudonimo Narassa)
- 1974 - Guerra e angoscia (Royary, R 1005; con lo pseudonimo Narassa)
- 1974 - Camera-Car (Rotary, R 1006; con lo pseudonimo Narassa e con Amedeo Tommasi)
- 1974 - Feelings (in collaborazione con Stefano Torossi e firmato con gli pseudonimi Jay Richford e Gary Steven)
- 1975 - L'Uomo dagli occhiali a specchio (Vroommm records) - Colonna sonora del telefilm Rai avente stesso titolo
- 1982 - Flipper Psichout (Flipper) -
- 2007 - Miles before and after (Dejavu - ristampa del disco del 1960 stampato in pochissime copie
- 2016 -Another Birth of the cool (Deneb - DNB 839)- (Flipper)
- 2019 - Superground (Raccolta di brani inediti o precedentemente editati sotto altro titolo) (Four Flies)
- 2020 - Abstract Forms (Sonor Editions)

### MP3
- 2012: Dov'è l'Australia (Colonna sonora originale della trasmissione televisiva di Alberto Luna, testi di Paolo Cavallina) (Cinevox, MDF 33/8; con Luigi Malatesta)